# Bojan Jokić
Bojan Jokić (Kranj, Eslovenia, 17 de mayo de 1986) es un exfutbolista esloveno que jugaba como defensa.

## Carrera
Hizo debut de alto nivel con el conjunto de su ciudad natal, el NK Triglav Kranj, con tan sólo 17 años de edad, y se trasladó dos temporadas después al ND Gorica en el verano de 2005. Él apareció regularmente con este club en los dos años que permaneció allí, ganando entre otros la liga 2005-06. 
El 5 de julio de 2007 fue traspasado al extranjero por primera vez en su carrera, después de acordar un contrato de cuatro años con el FC Sochaux de la Ligue 1. Hizo su debut en la competición el 11 de agosto, en na derrota en casa 1-3 contra el Le Mans FC.
El 30 de enero de 2010, el A. C. ChievoVerona firmó un acuerdo por el cual el Sochaux cedía al futbolista al club italiano hasta junio de 2010. El 22 de mayo del mismo año, después de aparecer con regularidad, se unió al Gialloblu de forma permanente.
El 4 de junio de 2013 fichó por el Villareal C. F. de la Primera División de España por cuatro temporadas, tras desvincularse del Chievo. Hizo su debut en la competición el 29 de septiembre, en una derrota por 0-1 ante el Real Betis.
El 8 de enero de 2015 fichó por el Nottingham Forest F. C. en calidad de cedido para buscar más minutos de los que tenía a las órdenes de Marcelino García Toral.
El 3 de enero de 2017 se desvinculó del Villarreal C. F.

## Selección nacional
Fue miembro de la selección de Eslovenia. Con ella disputó el Mundial de Sudáfrica.

### Participaciones con la selección
| Club             | País      | Año       | Partidos | Goles |
| ---------------- | --------- | --------- | -------- | ----- |
| Eslovenia sub-21 | Eslovenia | 2006-2007 | 7        | 0     |
| Eslovenia        | Eslovenia | 2006-2019 | 100      | 1     |

### Participaciones en Copas del Mundo
| Mundial                        | Sede      | Resultado    |
| ------------------------------ | --------- | ------------ |
| Copa Mundial de Fútbol de 2010 | Sudáfrica | Primera fase |

### Goles internacionales
| # | Fecha              | Lugar                        | Oponente | Resultado | Competición      |
| - | ------------------ | ---------------------------- | -------- | --------- | ---------------- |
| 1 | 3 de marzo de 2010 | Stadion Ljudski vrt, Maribor | Catar    | 4-1       | Partido amistoso |

## Clubes
| Club                             | País       | Año       | Partidos | Goles |
| -------------------------------- | ---------- | --------- | -------- | ----- |
| N. D. Triglav Kranj              | Eslovenia  | 2003-2005 | 57       | 0     |
| N. D. Gorica                     | Eslovenia  | 2005-2007 | 65       | 1     |
| F. C. Sochaux-Montbéliard        | Francia    | 2007-2010 | 43       | 0     |
| A. C. ChievoVerona (cedido)      | Italia     | 2010      | 9        | 0     |
| A. C. ChievoVerona               | Italia     | 2010-2013 | 54       | 0     |
| Villarreal C. F.                 | España     | 2013-2016 | 33       | 0     |
| Nottingham Forest F. C. (cedido) | Inglaterra | 2016      | 21       | 0     |
| F. C. Ufa                        | Rusia      | 2017-2022 | 137      | 4     |

## Palmarés

### Títulos nacionales
| Título   | Club         | País      | Año     |
| -------- | ------------ | --------- | ------- |
| Prva SNL | N. D. Gorica | Eslovenia | 2005-06 |